# Sóller
Sóller er en by og kommune i det østlige Spanien på øen Mallorca i provinsen De Baleariske Øer. Den har et indbyggertal på 13.744 (2024) indbyggere.